# Hotel Stadt Lemberg
Hotel Stadt Lemberg ist ein 1926 entstandenes, US-amerikanisches Stummfilmdrama von Garbo-Entdecker Mauritz Stiller mit Pola Negri in der Hauptrolle.

## Handlung
Erster Weltkrieg, Galizien 1915. In der im Osten Österreich-Ungarns gelegenen Provinzstadt Lemberg sind in einem Hotel nach dem Abzug der k.u.k-Truppen nur wenige Angestellte zurückgeblieben. Der österreichische Offizier Paul Almasy, der den Abmarsch seiner Einheit aufgrund totaler Erschöpfung verschlafen hat, verkleidet sich als Kellner, um bei der Einnahme durch den russischen Gegner nicht als Kriegsgefangener fortgeschafft zu werden. Der zaristische General Juschkiewitsch schlägt im Hotel sein Hauptquartier auf, die Gegend ist durchsetzt von russischen Spionen.
Einer der Russen ist gerade dabei, den Plan der derzeitigen österreichischen Stellungen an seinen Kommandanten weiterzuleiten. Der österreichische Offizier erschießt den Mann und rettet damit das Dokument vor dem Feind. Dabei hilft ihm Anna, das Stubenmädchen des Hotels. Sie verhilf ihm zur Flucht. Als die österreichische Armee wieder vorrückt und die russischen Usurpatoren vertreibt, wird Almasy mit einem Orden wegen Tapferkeit vor dem Feind ausgezeichnet. Der Offizier teilt diese Auszeichnung mit Anna, in die er sich verliebt hat und die er heiraten will.

## Produktionsnotizen
Hotel Stadt Lemberg war einer der größten Filmerfolge Pola Negris in Hollywood. Der Film lief am Neujahrstag 1927 in den USA an wurde am 7. Oktober 1927 auch in Österreich gezeigt. Allein in Wien präsentierten 21 Kinos diesen Film. In Deutschland war er im selben Jahr zu sehen.

## Kritik
In der New York Times vom 3. Januar 1927 heißt es: „After the fanfare of panegyrics from more or less prejudiced sources, „Hotel Imperial“, Pola Negri's new photoplay, hardly lives up to expectations. It is, nevertheless, an interesting film with some cleverly directed scenes. The plot, however, is weakened by what strikes one as being a tacit understanding on certain points between the sympathetic characters and those who portray the menace. The abruptness with which some of the incidents are handled and the unnatural lingering in others make this story unconvincing.“
In Paimann’s Filmlisten ist zu lesen: „Ein Film aus der Kriegszeit, aber kein Kriegsfilm. Mit seltener Natürlichkeit zeichnet der Regisseur eine Episode aus dem Weltkriege, zeitlich auf wenige Stunden beschränkt, sorgfältig durchgearbeitet, ohne jede Länge. De Verkörperung der wenigen Gestalten der Handlung ist die denkbar Vollkommenste, bei Pola Negri vielleicht die bisher beste Leistung, während man die Rolle ihres Gegenspielers (des Generals) nicht besser hätte besetzen können als mit George Siegman. Aufmachung ist durch das Milieu nicht gegeben, wo sie aber vorhanden, löst sie, wie zum Beispiel in der Szene des Einzuges, der österreichischen Truppen starke Wirkungen aus. Die Photographie ist gleichfalls auf der Höhe.“